# Назаров, Алексей Прокопьевич
Алексей Прокопьевич Назаров (21 мая 1924, Канаевщина, Вятская губерния — 6 июля 2010, Днепропетровск) — заряжающий орудия 451-го гаубичного артиллерийского полка 40-й гаубичной артиллерийской бригады 11-й артиллерийской дивизии 6-й армии Юго-Западного фронта, красноармеец. Герой Советского Союза.

## Биография
Родился 21 мая 1924 года в деревне Канаевщина ныне — Орловского района Кировской области) в крестьянской семье. Русский. По окончании 10 классов работал в колхозе.
В Красной Армии с 1942 года. В действующей армии с января 1943 года. Член ВКП(б)/КПСС с 1944 года.
Алексей Назаров в бою 23 марта 1943 года за село Пятницкое Чугуевского района Харьковской области Украины в составе расчёта уничтожил четыре вражеских танка.
После выхода из строя расчёта красноармеец Назаров А. П. уничтожил ещё четыре танка противника и вынес с поля боя раненого командира взвода.

## Награды
Указом Президиума Верховного Совета СССР от 26 октября 1943 года за образцовое выполнение боевых заданий командования на фронте борьбы с немецко-фашистскими захватчиками и проявленные при этом мужество и героизм красноармейцу Назарову Алексею Прокопьевичу присвоено звание Героя Советского Союза с вручением ордена Ленина и медали «Золотая Звезда» (№ 1461).Награждён орденом Ленина, орденами Отечественной войны 1-й степени, Красной Звезды, медалями.

## Послевоенная жизнь
После войны сержант Назаров А. П. демобилизован. Проживал в городе Днепропетровск (Украина). В 1970 году окончил Харьковский автодорожный институт. До ухода на заслуженный отдых работал на автодорожном предприятии Днепропетровска.
Умер 6 июля 2010 года. Похоронен в г. Днепр.